# Dömök Gábor
Dömök Gábor Albert (Kiskőrös, 1933. március 4. – Kiskunlacháza, 2010. április 9.) a Magyar Rádió bemondója, televíziós hírolvasó-bemondó.

## Életpályája
Önmagáról mesélte:

„A háború után jöttem Kiskőrösről Budapestre, rokonokhoz. Egy autó- és motorszerelőnél voltam tanonc. Mondhatom, BMW-specialista lettem. Ám az államosításkor bezárt a műhely, s én — mert esztergálni is tanultam az autószerelőnél — Csepelre kerültem. Vidéki fiú Pesten, a fényes szellők idejében. Ma már sablonos a történet — nekem viszont meghatározó élményem. Falujárás, kultúrcsoport, barátok ...”

Amatőr színjátszással Csepelen kezdett el foglalkozni. Miután csoportjukkal megnyerték a Margitszigeten megrendezett versenyt, fölvették a Színház- és Filmművészeti Főiskola rendezői szakára. Főiskolásként bejáratos lett színházakba és a Magyar Rádióba is, ahová egy alkalommal bemondókat kerestek. Kíváncsiságból megpróbálta. Ezerhatszáz jelentkező közül ő volt az egyetlen, akit két hét múlva arról értesítettek, hogy alkalmasnak bizonyult. 
A főiskolán, második év végén Major Tamás eltanácsolta a rendezői szakról. 

„Azt mondta: túl rutinosan rendezek, menjek inkább a színész szakra. Megsértődtem — 21 éves korában ez könnyen megy az embernek — és egyenesen a Rádióba jöttem. Később már nem bántam, hogy nem lett belőlem rendező.”

1953-tól a Magyar Rádió bemondója lett.
1956-ban, a Rádió ostromának idején, három kiskatona ismerőse zárótüzétől fedezve, hason fekve, fejét kabáttal letakarva olvasta föl a Központi Vezetőség határozatát. Mire végzett a tűzpárbajban zajló felolvasással, a három katonából kettő már nem élt. A következő napokban dolgozott a Parlamentben is, amikor onnan szólt a rádió.

„...ritkán jártunk haza, szinte ott laktunk a Parlamentben. Beköltöztünk. „Belaktuk” az épületet...sokszor volt, hogy alvásból riasztottak: mondjam el a közleményt, a hírt, az üzenetet...”

A Magyar Televízióban hírolvasó-bemondóként a Tv-híradó műsoraiban a napi három kiadásban hallhatták, láthathatták a nézők.
Erről az alábbiakat mondta:  

„Az első híradásban mintegy tíz-tizenkét percem van. A második húszperces híradóban fölváltva olvasunk valamelyik kolleginával. A harmadikban ismét egyedül leszek tizenöt percig....ebben a munkában a melegnél is fárasztóbb a permanencia. Hogy hol lépjen be az ember. Hol gyorsítson a szövegmondáson, hogy megőrizze a kép és a szöveg párhuzamosságát.”

1970-ben a Rádió hírszolgálati rendszerében végzett munkájukért bemondó kollégáival: Erőss Annával és Egressy Istvánnal, mindhárman nívódíjban részesültek.
A Rádió bemondó stúdiójában hosszú ideig Erdei Klári volt a hangpárja. Közös munkájukról így nyilatkoztak: 

„ Általában hírenként váltjuk egymást, de ez nem kötelező. Amikor megkapjuk a leírt híranyagot, mindegyikünk kiválasztja a maga szövegét, van, amikor két hírt is egymásután...  
— Bakik? 
— Ha együtt vagyunk, sokkal ritkábban fordulnak elő, mintha akármelyikünkkel más ül a fülkébe. A megszokás az egyik legfontosabb kellékünk...”

Számos szövegalámondást készített, előadóművészként verseket is mondott.

## Rádiós munkáiból
- Krónikák (reggeli, déli, esti)

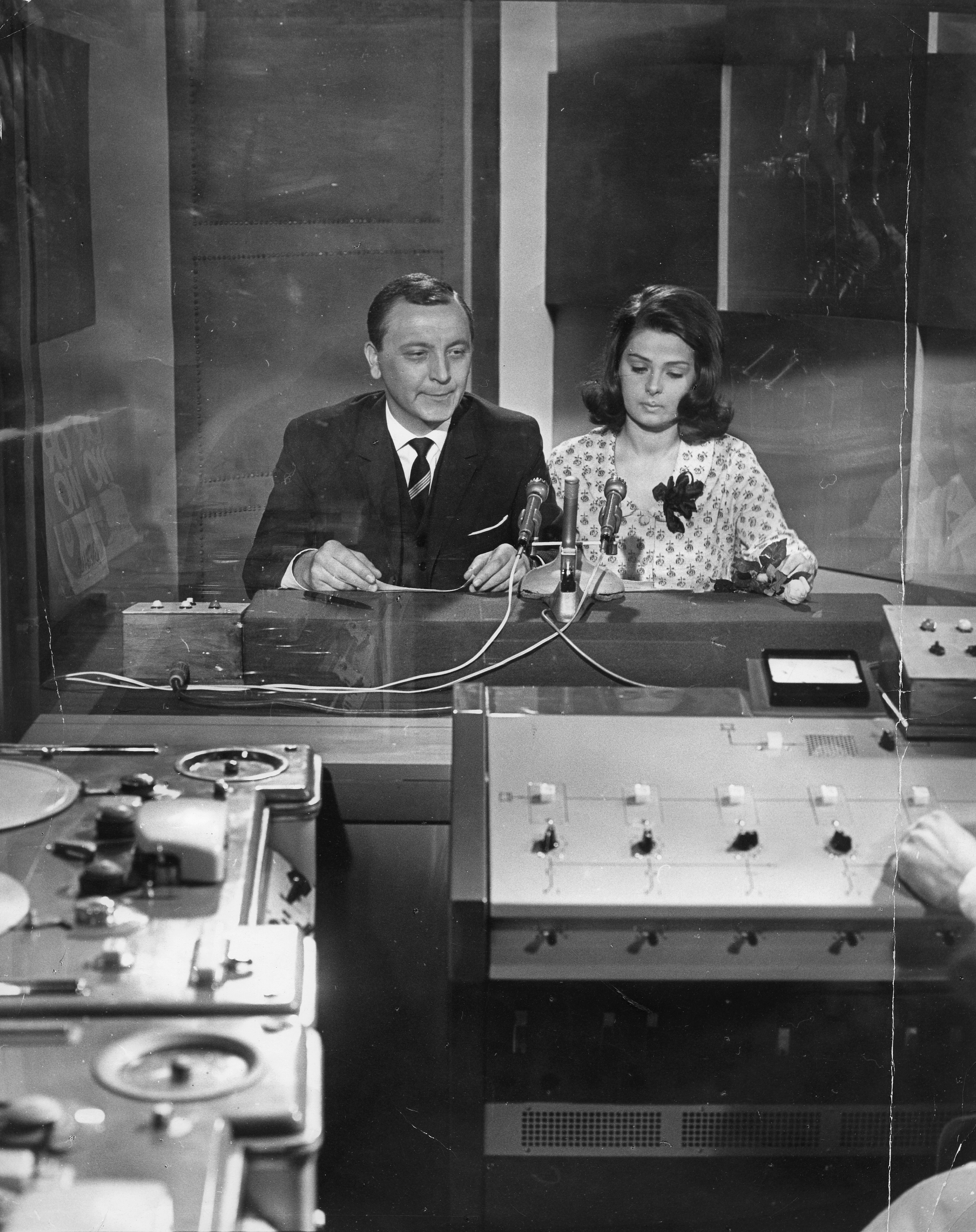
Dömök Gábor és Kertész Zsuzsa

- Koszorú a kapu alatt (dokumentum műsor)

## Filmes munkáiból
- Kihajolni veszélyes (1977)... Tévébemondó
- A Mi Ügyünk, avagy az utolsó hazai maffia hiteles története (1983)... Narrátor
- Hülyeség nem akadály (1986)
- Macskafogó (1986)... TV-bemondó (A barnahajú egér bemondó, a híradó csoport tagja.)

## Díjai, elismerései
- Magyar Rádió nívódíj (1970)